# Marko Mamić
Marko Mamić (Garešnica, 6. ožujka 1994.) hrvatski je reprezentativni rukometaš.
Prvo je krenuo, sa svega 7 godina, trenirati nogomet. Ljubav prema rukometu razvila se nešto kasnije i to zahvaljujući 4 godine starijem bratu Matiji, koji je trenirao ovaj sport. Marko bi se često ubacivao na bratove treninge. Jedno vrijeme trenirao je i rukomet i nogomet s 90. godištem, jer u Garešnici nije bilo puno djece njegovog uzrasta. U sedmom razredu odustao je od nogometa i u potpunosti se posvetio rukometu. 
Nakon što je upisao opću gimnaziju u Garešnici, u kojoj je sjedio u klupi s poznatim Ivanom Severovićem, otišao je igrati prvu ligu u kutinskoj Moslavini. Međutim, put ga nije kao i većinu mladih rukometaša, odveo u PPD Zagreb. Marko se ipak odlučio za švicarski Kadetten Schaffhausen. Iz francuskog Dunkerquea prešao je u poljski Vive Kielce te u njemački Leipzig za koji trenutačno nastupa. 
Marko osim što je uspješan rukometaš student je sportskog menadžmenta. Veliki uspjeh ostvario je na SP-u u Francuskoj protiv Španjolaca kada je ostvario 9 pogodaka i poslao Hrvatsku u polufinale. Bio je član hrvatske reprezentacije koja je osvojila srebro na Svjetskom prvenstvu u Hrvatskoj, Danskoj i Norveškoj 2025.